# Irredentismo italiano en Istria

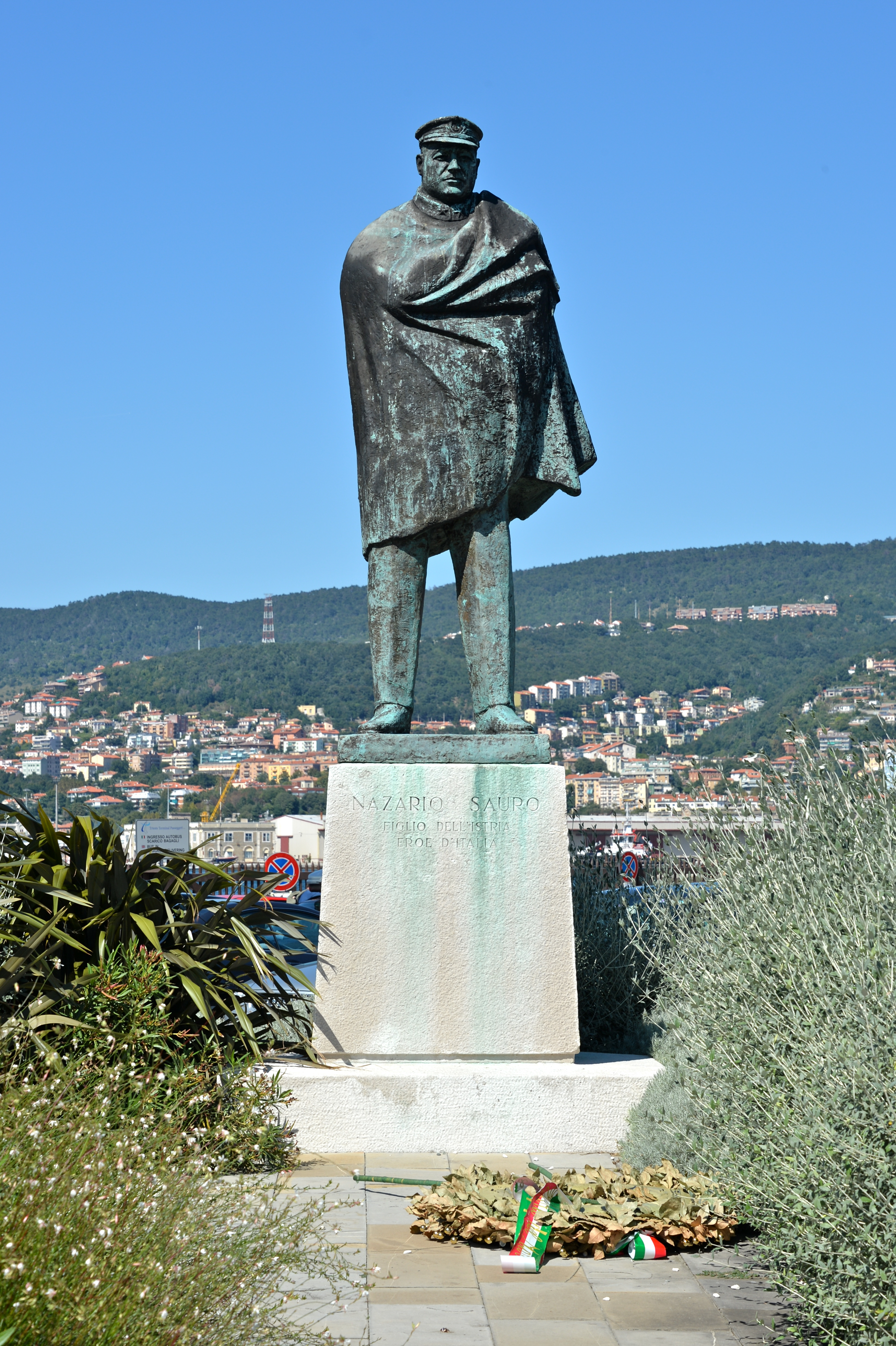
Monumento al irredentista istriano Nazario Sauro

Irredentismo italiano en Istria fue un movimiento político-cultural de los istrianos de lengua italiana, que promovió la unificación a Italia de la península de Istria en los siglos XIX y XX.

## Historia
En su sección nordoriental, después de Carlomagno, Istria (completamente "romanizada" hasta el siglo VIII) registró la llegada de algunos eslavos, que crecieron de número —como refugiados— especialmente durante los siglos del Renacimiento a causa de las invasiones turcas de los Balcanes[cita requerida].
Cuando Napoleón derrotó y anexionó la República de Venecia en 1797, encontró que Istria estaba poblada por italianos en la costa y en las ciudades, mientras que en el interior había una numerosa cantidad de eslavos (especialmente eslovenos y croatos): esta multiplicidad en la etnicidad de la misma península creó una situación de antagonismo por la supremacía en Istria, cuando se desarrolló el nacionalismo durante el inicio del siglo XIX.
Como consecuencia Istria fue teatro de sanguinosos enfrentamientos entre eslavos e italianos: el nacionalismo de los eslavos peleó por casi dos siglos con el irredentismo italiano. En efecto el irredentismo italiano en la época de la Primera Guerra Mundial fue activamente seguido por la mayoría de los italianos de Istria, como el héroe nacional italiano Nazario Sauro de Capodistria.
Con la victoria de Italia en la Primera Guerra Mundial, Istria pasó a ser parte del Reino de Italia en 1918 quedando italiana hasta 1947, año en que fue cedida a la Yugoslavia. Durante el Fascismo, que trató de asimilar parcialmente a la población eslava, la península istriana sufrió las consecuencias del régimen italiano, produciendo precisamente una italianización forzada de los nombres de los pueblos y de los apellidos eslavos. Durante el fascismo de Benito Mussolini, la península de Istria sufrió el desplazamiento forzado de miles de italianos del Sur de Italia obligados a trasladarse a Istria y sus alrededores. El territorio bajo control italiano durante el facismo fue sometido a un proceso de italianización que reprimió a las población eslovena, croata y alemana y buscó uniformizar étnicamente la zona, muriendo alrededor de 200.000 eslavos.
La posterior ocupación nazi durante la Segunda Guerra Mundial empeoró la tradicional tolerancia de las relaciones étnicas. Los fascistas hicieron suyos sus objetivos, que Mussolini esperaba conseguir con una pacífica revisión de los tratados; después de la oposición francesa a la guerra de Etiopía, precisó sus reivindicaciones también con respecto a Francia (Niza, Saboya, Córcega, Túnez) a finales de 1938, "prefacio" de la declaración de guerra (10 de junio de 1940).
A partir de 1923 y bajo el gobierno de Mussolini, la asimilación de los no italianos se convirtió en un objetivo nacional. Los métodos incluyeron el cierre de escuelas e instituciones públicas eslovenas y croatas, la manipulación de los distritos electorales para reducir el número de representantes eslovenos, y el traslado de sacerdotes y profesores eslovenos y croatas de Istria a Yugoslavia u otras áreas. En 1927, se aprobó una ley que italianizó los nombres eslavos en Istria. Tras la caída del fascismo se celebro un referéndum que otorgó autonomía a la región bajo gobierno yugoslavo. El referéndum fue acordado tras la creación del Territorio Libre de Trieste en 1947, posteriormente con los tratados de París la mayor parte de la población voto por unirse a Yugoslavia, el tratado estipuló que la minoría italiano parlante recibiría la doble ciudadana. El resto de la región e islas fueron asignadas definitivamente a Yugoslavia en 1975 con el tratado de Osimo.
Además en 1947 fue creado el Territorio Libre de Trieste y, en los años siguientes a la partición de ese Territorio entre Italia y Yugoslavia,  italianos decidieron trasladarse de la zona "B" yugoslava a la zona "A" italiana (que incluía Trieste) al final de la Segunda Guerra Mundial.
Además en 1947 fue creado el Territorio Libre de Trieste y, en los años siguientes a la partición de ese Territorio entre Italia y Yugoslavia,  italianos decidieron trasladarse de la zona "B" yugoslava a la zona "A" italiana (que incluía Trieste) al final de la Segunda Guerra Mundial.
En 1923 Italia ocuparla Istria arguyendo que «históricamente eran italianas», durante la Segunda Guerra Mundial, entre 1941-1943 la zona caen bajo la ocupación de Italia y Alemania (Ocupació por las Fuerzas del Eje), en septiembre de 1943 tras las masacres que las tropas alemanas hacen contra las tropas italianas quedan en poder exclusivo alemán, las isla son liberadas y recuperadas por Yugoslavia y los Aliados en mayo de 1945.
Desde los años cincuenta el irredentismo italiano ha desaparecido de Istria. Actualmente Istria está poblada principalmente por eslavos, siguen viviendo en la península adriática (divididos en áreas pertenecientes a Eslovenia, Croacia y a un pequeño territorio de Italia: Muggia).

## Irredentismo en Istria

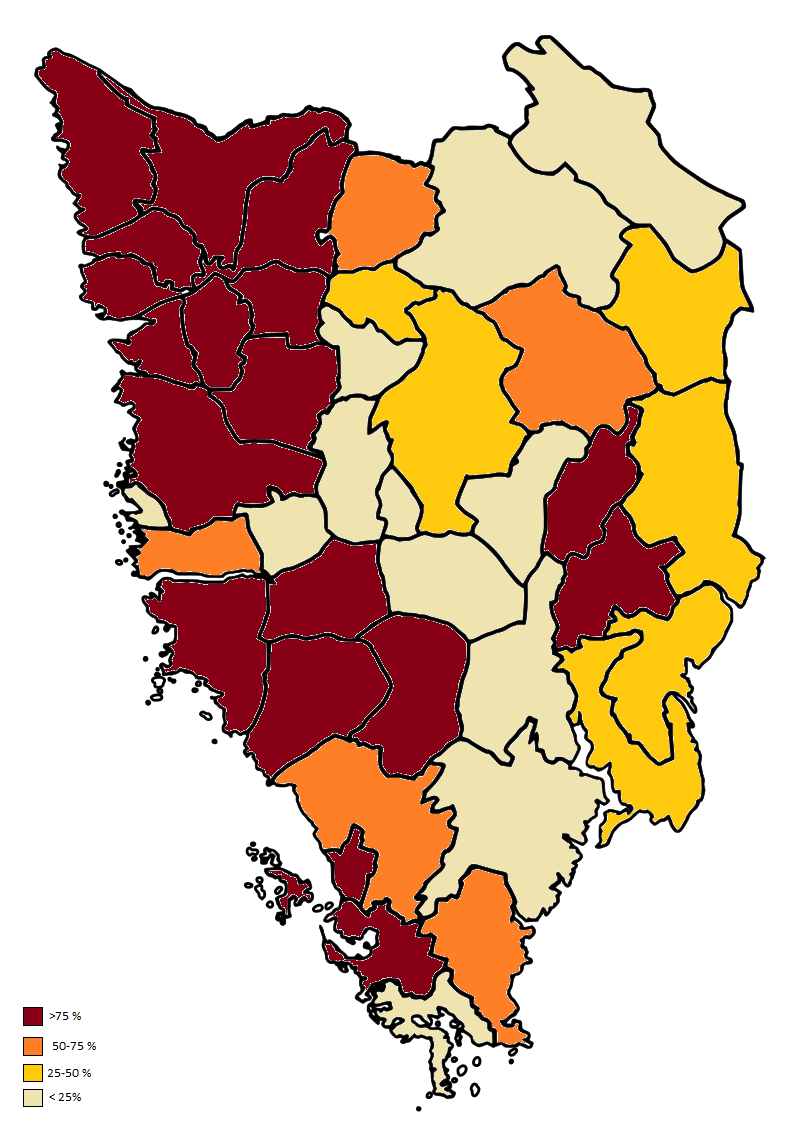
Porcentajes de los Italianos en Istria, según el censo de 1921 cuando Istria era parte del Reino de Italia

Después de Napoleón la idea de "unificación" de todo el pueblo italiano en un "Italia unida" comenzó a ser desarrollado por intelectuales como el istriano Carlo Combi. [cita requerida]Como consecuencia, el irredentismo italiano promovió la unificación de las zonas no incluidas en la creación del Reino de Italia a partir de 1861: Istria fue uno de los más luchadas.

Las ideas irredentistas de los nacionalistas italianos se hicieron más fuertes después de la unificación de Italia (1861). Los principales representantes de estas ideas -en escritos históricos- fueron Pacífico Valussi y Carlo Combi junto con los istrianos Luciani Tommaso y Bonfiglio Segismundo. La opinión de ellos sobre los eslavos había cambiado por completo desde la época veneciana: se les veía como gente campesina incapaz de construir una nación propia y por lo tanto estaban condenados a ser asimilados dentro de una identidad italiana. Y ya eran previstas las fronteras de Italia: se extiendían a los Alpes orientales y al río Arsa, para algunos incluso hasta Fiume/Rijeka.

Los italianos de Istria (como Tomaso Luciani de Albona y muchos "patriotas" de otras áreas istrianas) apoyaron plenamente el Risorgimento italiano y, debido a esto, los austriacos vieron a los italianos como enemigos y favorecieron a las comunidades eslavas de Istria Este hecho creó una gran emigración de los italianos de Istria antes de la Primera Guerra Mundial, y la reducción de su porcentaje dentro de la península en número de habitantes (fueron más de 50% de la población total durante Napoleón (cuando el general Marmont hizo un censo francés), pero al final del siglo XIX los italianos se redujeron a sólo dos quintos de acuerdo con algunas estimaciones). 
De hecho, en 1910, la composición étnica y lingüística fue cambiada por completo y los italianos fueron reducidos a una minoría (aunque grande). De acuerdo con los resultados del censo de Austria, de 404.309 habitantes en el "Margravado de Istria", 168.116 (41,6%) hablaban el croato, 147.416 (36,5%) el italiano, 55.365 (13,7%)  el esloveno, 13.279 (3,3%) el alemán, 882 (0,2%) el idioma rumano,  y 2116 (0,5%) otros idiomas. 
Sin embargo, estudiosos como Matteo Bartoli se quejaron de que estos porcentajes del censo incluyeron algunas zonas fuera de Istria (como la isla de Veglia/Krk y  Castua, una ciudad mayoritariamente croata situada al norte de Fiume y fuera de la península de Istria: en su opinión, la península de Istria todavía tenía una mayoría de italianos durante la Primera Guerra Mundial Bartoli 
En general, los italianos vivían en la costa, mientras que los croatas y los eslovenos viven tierra adentro. 
En la segunda mitad del siglo XIX un choque de nuevos movimientos ideológicos,  el irredentismo italiano (que luchaba por Trieste e Istria) y  el nacionalismo esloveno/croato (que quería el desarrollo de las identidades nacionales en algunos sectores, mientras trataban de unirse en un solo estado otros eslavos del Sur creando la Yugoslavia), resultó en un conflicto étnico de mayor envergadura entre los italianos de un lado y los eslovenos y los croatas en la oposición. Esto se entrelazaba con la lucha de clase y los conflictos religiosos, ya que los habitantes de las ciudades de Istria eran en su mayoría italianos, mientras que croatas o eslovenos en gran parte vivían en el campo (aunque en el oeste y el sur de Istria había muchos italianos en las zonas agrícolas). 

Sacerdotes eslavos tenían un papel importante (en el conflicto étnico )..... ya que, controlando el registro oficial de la iglesia relacionado con los nombres, hicieron muchos abusos (cambiando a muchos nombres de familia italiana en nombres eslavos).... .. En 1877 el diputado italiano de la Convención de Viena Parlamento Francesco Sbisà denunció la transformación de los nombres y apellidos italianos en eslavos .... En 1897, Matteo Bartoli, un lingüista de Rovigno,  ha señalado que 20.000 nombres se habían cambiado con esta falsificación, sobre todo en el este de Istria, e incluso en algunas islas de Dalmacia.

Capodistria, fue el centro del irredentismo en Istria. En esta ciudad funcionaba el principal Comitato Istriano (Comité para la Unión a Italia), el lugar de encuentro de los irredentistas de Istria más famosos como Carlo Combi y Antonio Madonizza. Desde allí en 1848 muchos italianos de Istria se fueron a luchar por Venecia contra los austríacos con la Legione istriano-dalmata. 
Después de 1866-cuando Venecia y su región se unieron a Italia- en todos los Istrianos de lengua italiana hubo un apoyo completo para el irredentismo: Tino Gavardo, Pío Riego Gambini y Nazario Sauro, fueron los más famosos entre los promotores de la unificación de Istria a Italia. Muchos de ellos se inscribieron voluntariamente en el Ejército Italiano durante la Primera Guerra Mundial en contra del Imperio Austríaco. Algunos fueron capturados y ahorcados por los austriacos, como el héroe nacional de Italia Nazario Sauro en agosto de 1916.
En 1913 Pío Gambini Riego, Luigi Bilucaglia e Piero Almerigogna crearon el Fascio Giovanile istriano, mientras que en 1915 los austríacos internaron en campos de concentración cerca de 100.000 italianos de Istria.
Después de que Istria se unió a Italia, gracias a la victoria italiana durante la Primera Guerra Mundial, algunos irredentistas istrianos alcanzaron altos niveles de importancia dentro del gobierno italiano, como el general Vittorio Itálico Zupelli, que fue nombrado ministro.
El irredentismo de los istrianos de lengua italiana volvió a aparecer (pero en forma muy reducida) después de la Segunda Guerra Mundial, cuando la mayor parte de Istria fue anexada por Yugoslavia. 
Esta anexión forzada generó el éxodo de la casi totalidad de los istrianos italianos hacia Italia, alimentado por las persecuciones (Masacre de las foibe) del dictador Tito.

## Porcentaje histórico de italianos en Istria
La península de Istria (al sur de la línea imaginaria Trieste-Fiume) siempre tuvo una mayoría de italianos en su composición étnica hasta la Segunda Guerra Mundial, según los siguientes censos:
- 1600: el 80% (del total de la población istriana era italiano)[cita requerida]
- 1910: el 52% (")
- 1937: el 58% (")

NB: Solamente a partir de 1848 se hicieron censos con detallada precisión.
Según fuentes no oficiales, pero suportadas por una encuesta de la Diesta Istriana y por el "Ethnologue", los italianos podrían ser al menos el 25% en el 2001. 
La historiadora Ballinger Pamela calculaba había el año 2000 que alrededor del 5 por ciento de la población se identificaba con la identidad o el idioma italiano